# 가키자키씨
가키자키 씨(蠣崎氏)는 센고쿠 시대에 에조치를 본거로 한 센고쿠 다이묘이다. 에도 시대에 마쓰마에 씨(松前氏)로 개성했지만, 서자 계통 중에는 가키자키 씨를 이어받아 지속적으로 칭하는 자도 있었다.
본성은 겐지(源氏). 가계는 세이와 겐지의 한 지류인 가와치 겐지의 방계 가이 겐지 다케다씨(武田氏)의 서자 계통에 해당한다.

## 가키자키 씨
지금의 가키자키 씨의 시조는 와카사 다케다 씨(若狭武田氏) 또는 난부씨(南部氏)의 혈통을 이어받은 다케다 노부히로이다. 무로마치 시대인 호토쿠 3년(1451년)에, 다케다 노부히로는 와카사에서 시모키타 반도의 가키자키로 이동하였고, 이후에 홋카이도로 이주해 그곳을 다스리는 호족이 되었다.
당시 홋카이도의 남쪽에는 야마토 민족이 쌓은 12개의 관을 거점으로 아이누 민족과 무역이 이루어지고 있었다. 그중의 하나였 던 하나자와관의 주인은 가키자키 스에시게였는데, 조로쿠 원년(1457년), 두 민족간의 사소한 충돌을 계기로 아이누인들이 봉기하였다. (고샤마인 봉기) 이 무장투쟁은 야마토인의 거점 12관 중 10개가 아이누인의 손에 들어갈 정도로 치열하였으나, 가키자키 스에시게의 가신이 된 다케다 노부히로가 이를 진압했다. 이후 에조의 야마토인 사회에서 가키자키 씨의 발언권과 지배력이 확고해졌다.
이후 다케다 노부히로는 가키자키 스에시게의 데릴사위가 되어 이름을 가키자키 노부히로로 개명하고 가키자키 씨를 계승하였다. 가독을 상속받은 뒤 그는 거점을 가쓰야마 관으로 옮겼다. 분메이 7년(1475년)에는, 가라후쿠 아이누의 수장으로부터 공물을 헌상받아, 가라후토에도 영향력을 미쳤다. 센고쿠 시대에 들어와서는 주가인 안도 씨로부터 실직적으로 자립하는 경향을 보인다. 가키자키 요시히로의 시대에는 아이누의 수장 타리코나를 모살하고, 그의 아들 가키자키 스에히로의 시대에는 13명의 딸을 안도씨 등 오슈 제다이묘에게 시집보내어 정치적인 제휴를 도모해, 센고쿠 다이묘로서의 지위를 쌓아 올렸던 것이다.

## 마쓰마에 씨
가키자키 스에히로의 아들 가키자키 요시히로 대에는 상락해, 천하를 평정한 도요토미 히데요시에게 배알한 것으로서 본령이 안도되었다. 이것으로 인해 아키타 씨(秋田氏)로부터 명실 공히 독립한 것이 되었다.
텐쇼 19년(1591년), 히데요시의 명에 응해 쿠노헤 마사자네의 난에 참진했고, 히데요시의 사후는 도쿠가와 이에야스에게 접근해 게이쵸 4년(1599년), 성명을 마쓰마에 요시히로로 고친다. 그 후, 게이쵸 8년(1603년) 도쿠가와 이에야스는 세이이타이쇼군의 선지를 받았다. 이렇게 해서 세이이타이쇼군의 보증서를 얻어 마쓰마에씨로 고친 가키자키씨는, 에도시대를 살아남는 것에 성공했던 것이다.
당초에는 쌀이 생산되지 않는 에조에 대해 무석의 도주 취급에 지나지 않았지만, 5대 노리히로의 대에 고타이요리아이를 지내고, 교보 4년(1719년)에는 다이묘로 승격해 정식으로 1만석 급의 마쓰마에번 번주가 되었다.

## 메이지 유신이후
메이지 유신의 즈음에 마쓰마에가는 하코다테 전쟁 등에서 관군에 속해 싸우는 등 활약했지만, 큰 전공이 하나도 없었다. 그 후에도 화족(자작)의 반열에 올랐지만 전반적으로 불우한 시대를 보내는 것이 많았다. 태평양전쟁 시기에도 당시의 당주 마쓰마에 요시히로(1917년 ~ 1944년)가 육군 상등병으로 출정, 뉴기니섬에서 전사하는 것과 같이 다른 가문에는 없는 고난에 휩쓸리고 있다. 현재는 요코하마시에 거주하고 있다.
1. ↑  일본 화족 중 자작 작위가 있음에도, 귀족 작위가 있는 사람으로서는 이례적으로 사병으로 군복무를 했다. 통상적으로 귀족 작위를 보유하면 군복무를 할 경우 장교로 입대하는 것이 관례이다.